# Trox pampeanus
Trox pampeanus is een keversoort uit de familie beenderknagers (Trogidae). De wetenschappelijke naam van de soort is voor het eerst geldig gepubliceerd in 1876 door Burmeister.